# Жокинское городище
Жокинское городище — древнерусское городище XII—XIII веков, расположенное к югу от села Жокино в Захаровском районе Рязанской области на левом берегу реки Жрака.

## Характеристика
Городище имеет четырёхугольную форму и защищено тремя земляными валами и рвами, один из которых окружает городище со всем сторон, а остальные прерываются у берегов реки Жраки. По планировки оно очень напоминает расположенное поблизости Ижеславское городище. Жокинское городище возвышается над излучиной реки на уровне 18 м. Размеры внутренней площадки составляют 155×120 м. Высота валов местами достигает 7 метров, а глубина рвов — 2 м. Из-за небольших размеров, но хорошей защищённости, существует предположение, что городище относится к княжескому замку (загородной резиденции). Сходство с Ижеславским городищем, относящимся к тому же историческому периоду, позволяет предположить о тесной связи двух городищ. Жокинское как меньшее из них могло быть форпостом древнего Ижеславца или укреплённой усадьбой его удельного князя.

## История
Укреплённое поселение было основано в начале XII века и было разрушено в ходе монгольского нашествия в 1237 году. Согласно местным легендам, на городище в XVI веке была построена крепость Большой засечной черты, которая служила одним из оборонительных пунктов на южных рубежах Рязанской земли, но была уничтожена в результате одного из набегов крымских татар.

## Исследования
Впервые городище было описано Н. В. Любомудровым в 1874 году, однако первые первые полноценные исследования были проведены в 1953 году экспедицией под руководством А. Л. Монгайта. Во время раскопок были найдены остатки бревенчатой избы и амбара с многочисленными археологическими артефактами (кресты-энколпионы, ключи от цилиндрических замков, стеклянные браслеты, костяные ручки от ножа (орнаментированы сотнями медных шпилек), обломки жернова, многочисленные фрагменты керамических изделий. Все обнаруженные предметы датируются XII—XIII веками, из-за чего специалисты сделали вывод о том, что Жокинское городище было уничтожено либо во время нашествия Батыя либо в одной из междоусобных войн начала XIII века.
В 1956 году А. Л. Монгайт вновь произвёл раскопки и обнаружил рядом с ним древнехристианское кладбище с четырнадцатью погребениями. В 1985 году городище исследовал И. Л. Чернай. Было обнаружено, что Жокинское городище является ядром целого комплекса археологических памятников, включающего в себя ещё несколько селищ (Жокино 1—5 и Хавертово 1—2).